# Château de Fontmartin
Le château de Fontmartin est situé sur la commune de Darnets, dans le département de la Corrèze.